# River Ant
River Ant är ett vattendrag i Storbritannien.   Det ligger i grevskapet Norfolk och riksdelen England, i den sydöstra delen av landet, 170 km nordost om huvudstaden London.